# 日本アカデミック・アドバイジング協会
日本アカデミック・アドバイジング協会（にほんあかでみっく・あどばいじんぐきょうかい、英: Japan Association for Academic Advising、略称: JAAA）は、高等教育に携わる発起人によって設立された日本の任意団体である。

## 概要
事務局所在地 - 〒615-8558 京都府京都市右京区西院笠目町6 京都外国語大学 岸岡研究室
設立 - 2021年3月13日

## 主な活動
学生自身による将来の目的・目標の決定とその達成に向けて、担当者が途中段階のアセスメントを行いながら学生個人のニーズに沿った支援をする「アカデミック・アドバイジング（英語: Academic advising）」の理論や実践の方法論を、日本の高等教育において確立し普及することを目的として、その質を高めるために研究推進や会員間の情報共有、理論と実践に即した研修による能力開発などを実施している。
具体的には、アカデミック・アドバイジングの事例やアカデミック・アドバイザー（英語: Academic adviser）の役割などについて解説のセミナー、高等教育機関におけるアドバイジングの役割・学修者本位の教育の実現に関する講演会などの活動を行っている。
こうした普及活動の背景には、学生の多様化、カリキュラムの多様化、大学の研究力の低下、各種支援の連携不足、社会人の学び直しに対する参加率の低さ、大学の国際競争力の低下といった、高等教育機関および学生を取り巻く環境の変化によるニーズの高まりがある。

## 著名な関係者
- 島田敬久 - 日本におけるアカデミック・アドバイジング実践の第一人者。NACADA優秀アドバイザー賞（管理監督部門）を日本人・日本の大学教職員として初めて受賞。日米の大学でアドバイジング部門責任者を歴任し、理論と実践双方からアドバイジングの普及に取り組む。[6][7][8]

## 交流団体
- 全米アカデミック・アドバイジング協会（英語: NACADA） - アメリカ合衆国の専門職団体